# Литтон (Британская Колумбия)
Литтон — коммуна в Британской Колумбии, расположенная у слияния рек Томпсон и Фрейзер на восточной стороне реки Фрейзер. Это место было заселено людьми нлакапамукс более 10 000 лет. Это было одно из первых мест проживания некоренных поселенцев в южной части Британской Колумбии. Она была основана во время золотой лихорадки в каньоне Фрейзер в 1858-59, когда была известна как «Вилки». Община включает коммунну Литтон и прилегающую к ней коммунну Первой нации Литтона, название которой — Камчин.
Во время летней жары Литтон часто оказывается самым жарким местом в Канаде, несмотря на то, что он находится к северу от 50-й параллели северной широты. Три дня подряд в июне 2021 года Литтон побил рекорд самой высокой температуры, когда-либо зарегистрированной в Канаде, достигнув рекордной точки в Канаде — 49.6 °C (121 °F) 29 июня 2021 г. На следующий день пожар охватил долину c коммунной, разрушив большую ее часть.

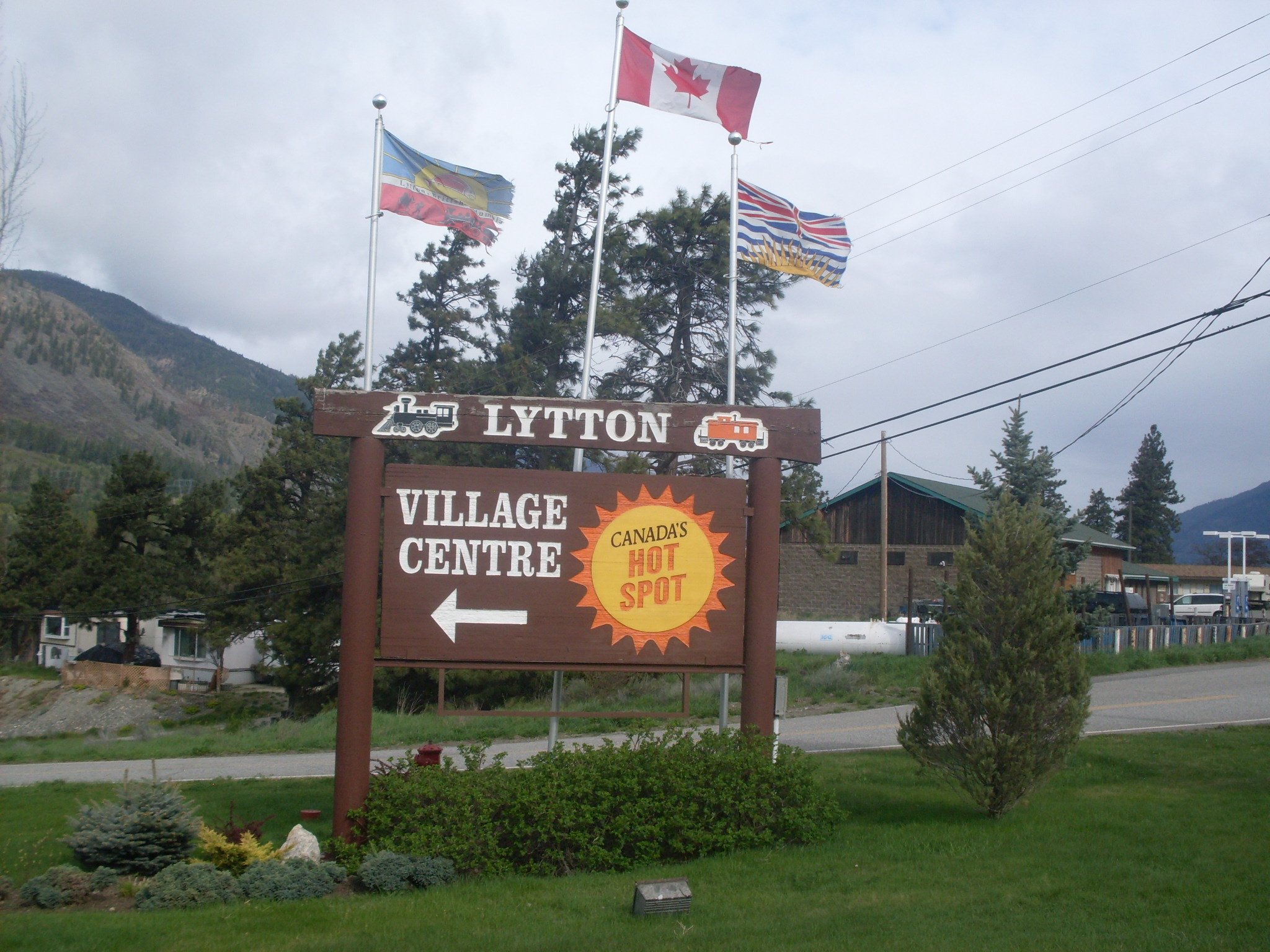
Приветственный знак Литтона

## История
Литтон находился на путях следования искателей во времена золотой лихорадки в каньоне Фрейзер в 1858 году. В том же году Литтон был назван в честь Эдварда Бульвер-Литтона, министра по делам колоний Великобритании и писателя. В течение многих лет Литтон был станцией на основных транспортных маршрутах, а именно: речной тропе с 1858 года, Cariboo Wagon Road в 1862 году, Канадской тихоокеанской железной дороге в 1880-х годах, шоссе Карибу в 1920-х годах и Трансканадском шоссе в 1950-х годах. Однако потерял свою значимость после строительства в 1987 году шоссе Кокихалла, которое проложило более прямой путь к внутренней части Британской Колумбии.

### Пожары и разрушения в 2021 году
30 июня 2021 года, на следующий день после того, как Литтон установил температурный рекорд в Канаде — 49.6 °C (121,3 °F), лесной пожар охватил сообщество, разрушив многие строения. Все жители коммунны получили приказ об эвакуации. После пожара местный депутат Брэд Вис заявил, что сгорело 90 % коммуны.

## Климат
| Показатель                                     | Янв.  | Фев. | Март  | Апр. | Май  | Июнь | Июль | Авг. | Сен. | Окт.  | Нояб. | Дек.  | Год   |
| ---------------------------------------------- | ----- | ---- | ----- | ---- | ---- | ---- | ---- | ---- | ---- | ----- | ----- | ----- | ----- |
| Абсолютный максимум, °C                        | 16,5  | 18,3 | 24,7  | 33,9 | 40,4 | 49,6 | 44,4 | 41,8 | 38,7 | 29,9  | 22,8  | 17,8  | 49,6  |
| Средний суточный максимум, °C                  | 2,3   | 5,5  | 11,5  | 16,2 | 20,3 | 24,3 | 27,8 | 28,4 | 22,6 | 14,6  | 5,8   | 0,3   | 15,0  |
| Средняя температура, °C                        | −0,7  | 1,7  | 6,3   | 10,3 | 14,4 | 18,4 | 21,2 | 21,6 | 16,2 | 9,8   | 2,9   | −2,5  | 10,0  |
| Средний суточный минимум, °C                   | −3,7  | −2,1 | 1,0   | 4,3  | 8,5  | 12,4 | 14,5 | 14,7 | 9,7  | 5,1   | −0,1  | −5,4  | 4,9   |
| Абсолютный минимум, °C                         | −31,7 | −25  | −21,1 | −7,8 | −3,9 | 4,4  | 6,1  | 6,7  | −2,2 | −18,1 | −27,7 | −30,6 | −31,7 |
| Среднее число дней с осадками                  | 11,5  | 10,5 | 8,8   | 7,2  | 8,6  | 7,2  | 6,4  | 6,4  | 7,6  | 10,5  | 13,0  | 12,1  | 109,6 |
| Норма осадков, мм                              | 42,2  | 34,7 | 24,6  | 20,8 | 20,6 | 17,8 | 18,7 | 25,4 | 29,0 | 40,0  | 48,0  | 41,6  | 363,3 |
| Средняя влажность, %                           | 72,4  | 62,0 | 47,7  | 38,3 | 37,0 | 34,5 | 33,7 | 31,9 | 40,2 | 55,7  | 71,5  | 76,3  | 50,1  |
| Источник: Министерство окружающей среды Канады |       |      |       |      |      |      |      |      |      |       |       |       |       |